# Етенхаузен ан дер Зул
Етенхаузен ан дер Зул (њем. Ettenhausen an der Suhl) град је у њемачкој савезној држави Тирингија. Једно је од 61 општинског средишта округа Вартбург. Према процјени из 2010. у граду је живјело 481 становника. Посједује регионалну шифру (AGS) 16063024.

## Географски и демографски подаци
Етенхаузен ан дер Зул се налази у савезној држави Тирингија у округу Вартбург. Град се налази на надморској висини од 277 метара. Површина општине износи 5,4 km². У самом граду је, према процјени из 2010. године, живјело 481 становника. Просјечна густина становништва износи 90 становника/km².

## Међународна сарадња
| Мјесто | Држава    | Врста сарадње | Од    |
| ------ | --------- | ------------- | ----- |
|        | Француска | партнерство   | 1991. |
| Извор  |           |               |       |